# Irská fotbalová reprezentace (do roku 1950)
Irsko mělo původně svoji fotbalovou reprezentaci, v níž nastupovali hráči z katolické i protestantské části ostrova. Irish Football Association byla založena v roce 1880 jako čtvrtá nejstarší fotbalová asociace na světě a v roce 1882 sehrál irský tým svůj první mezinárodní zápas (prohra 0:13 s Anglií). Irové se pravidelně účastnili British Home Championship: v roce 1903 se dělili o prvenství se stejným počtem bodů s Anglií a Skotskem, v roce 1914 vyhráli. Reprezentace používala tehdejší neoficiální irskou vlajku: bílou s červeným úhlopříčným křížem svatého Patricka. Dresy měla bledě modré, bílé nebo zelené. Většinu domácích zápasů hrála v Belfastu, od roku 1900 využívala i hřiště v Dublinu. V roce 1911 vstoupila IFA do FIFA. Náboženské nepokoje v Irsku po první světové válce vedly k rozdělení ostrova: na katolickém jihu vznikla v roce 1921 samostatná Football Association of Ireland, jejíž tým reprezentoval Irský svobodný stát a v roce 1923 byla přijata do FIFA. Irish Football Association tak kontrolovala fotbalové dění už jen v protestantských hrabstvích, které zůstaly součástí Spojeného království jako Severní Irsko, nadále však na mezinárodní scéně vystupovala jako zástupce celého ostrova. V roce 1928 z FIFA spolu s ostatními britskými celky vystoupila kvůli sporu o oddělování profesionálních a amatérských soutěží a vrátila se až v roce 1946. Zúčastnila se neúspěšně Kvalifikace na Mistrovství světa ve fotbale 1950; v jejím průběhu byla pod tlakem FIFA, aby si přestala uzurpovat název celého Irska, proto od roku 1950 přijala oficiální název Severní Irsko (v rámci British Home Championship však vystupovala jako „Irsko“ až do roku 1972). Zároveň byla zakázána dosavadní praxe, kdy někteří hráči nastupovali podle potřeby za oba irské státy. 

Vlajka

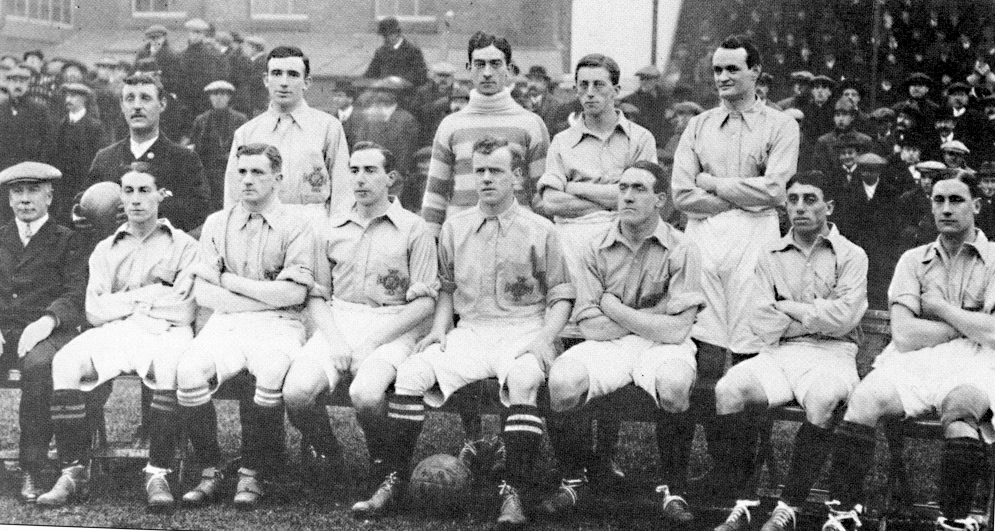
Irské mužstvo v roce 1914